# Kiss Albin Ferenc
Kiss Albin Ferenc OCist (Sóly, 1874. január 10. – Zirc, 1948. december 28.) római katolikus pap, ciszterci  szerzetes, történetíró, tanár.

## Élete
1893. augusztus 29-én lépett be a rendbe. 1898. augusztus 23-án szentelték pappá. Történelem-latin szakos tanári feladatot vállalt a rend gimnáziumaiban. (1898-ban Székesfehérvárott és Baján, 1899-ben Zircen.) 1900-ban tanár Székesfehérvárott, 1902-ben Pécsett. 1903-ban újoncmester Zircen, 1905-ben tanár Pécsett. 1907-ben ismét újoncmester Zircen, 1910-ben tanár Baján, 1912-ben Pécsett, 1913-ban a budapesti Szent Imre Gimnáziumban. 1924-ben rendi főigazgató, 1929-ben igazgató és házfőnök Pécsett, 1935-ben Budapesten, 1936-ban perjel Zircen.
1915-ben a Szent István Akadémia II. osztályának alapító tagja.

## Művei
- II. Frigyes porosz király története. Pécs, 1902.
- A pécsi belvárosi templom története. Pécs, 1906
- A magyarok Nagyasszonya. Szentbeszéd. Székesfehérvár, 1908
- Gróf Széchenyi István és kora. Budapest, 1908
- Szociális gondolatok. Zirc, 1908
- Kongregációi beszédek. Patrona Hungariae és Pro Pontifice. Székesfehérvár, 1909
- Excelsior. Írta Sermes Carla. (ford.) Zirc, 1910
- A középkor szelleme. Budapest, 1911
- A pécsi gimnázium története. Pécs, 1914
- Emlékbeszéd Nagy Béniről. Budapest, 1922
- A magyar társadalom története. Budapest, 1925 (Szent István Könyvek 28.)
- Szent Ágoston: De civitate dei művének méltatása. Budapest, 1930 (Szent István Könyvek 88.)
- A Ciszterci Rend története. 1. Ált. rész. 2. Mo. 1-2. köt. Budapest, 1938
- Egyháztörténet 2. rész. Keresztény középkor. Írta Gerhard Rauschen, Ignaz Marx. Kivonatos ford. K. Albin Imre. Budapest, 1940